# فريدي أدو
فريدوا كورانتنج أدو (بالإنجليزية: Freddy Adu) أو فريدي أدو(مواليد 2 يونيو 1989م)هو لاعب كرة قدم أمريكي يلعب حاليا لنادي باهيا البرازيل في الدوري البرازيلي لكرة القدم, وهو يلععب في المقام الأول كخط سط مهاجم، ولكنه أحيانا يستعمل في مركز المهاجم.
في سن ال14, بات واحدا من أصغر الرياضيين لتوقيع عقد احتراف لأحد أندية الولايات المتحدة وبعد أن تم اختياره من قبل دي سي يونايتد في موسم 2004 من الدوري الأمريكي لكرة القدم(MLS), ليصبح أصغر لاعب يظهر فيه عندما شارك مع فريقه في لقاء في الدوري ضد سان جوس إيرثكويكس في 3 إبريل 2004, وبعدها بأسبوعين في 17 إبريل، أصبح أصغر هداف في تاريخ الدوري، عندما سجل هدفا في المباراة التي خسرها فريقه أمام
```
نيويورك ريد بولز
 3-2.
```

في بداية حياته المهنية كلاعب كرة قدم، أعتبر أدو من أفضل اللاعبين الصاعدين في الولايات المتحدة، مع كثير من التكهنات بمستقبل مشرق, حتى وصف بأنه «بيليه المستقبل». ولكن على الرم مما حققه مع منتخبات الشباب للولايات المتحدة وبعض النجاحات مع المنتخب الأول، لكنه يعتبر أنه قد فشل في الوصول لمستوى التوقعات لآدائه المستقبلي.